# Верхнебузулукский сельсовет
Верхнебузулукский сельсовет — сельское поселение в Тоцком районе Оренбургской области Российской Федерации.
Административный центр — посёлок Верхнебузулукский.

## История
Статус и границы сельского поселения установлены Законом Оренбургской области от 2 сентября 2004 года № 1424/211-III-ОЗ «О наделении муниципальных образований Оренбургской области статусом муниципального района, городского округа, городского поселения, установлении и изменении границ муниципальных образований».

## Население
| 2010 | 2012 | 2013 | 2014 | 2015 | 2016 | 2017 |
| ---- | ---- | ---- | ---- | ---- | ---- | ---- |
| 674  | ↘629 | ↘624 | ↘607 | ↘583 | ↘560 | ↘546 |
| 2018 | 2019 | 2020 | 2021 |      |      |      |
| ↘520 | ↘495 | ↘460 | ↘425 |      |      |      |

## Состав сельского поселения
| № | Населённый пункт  | Тип населённого пункта          | Население |
| - | ----------------- | ------------------------------- | --------- |
| 1 | Биккулово         | село                            | 37        |
| 2 | Верхнебузулукский | посёлок, административный центр | 379       |
| 3 | Загорье           | посёлок                         | 24        |
| 4 | Некрасовский      | посёлок                         | 125       |
| 5 | Рябинный          | посёлок                         | 109       |